# ثالوث شاركو العصبي
ثالوث شاركو العصبي (بالإنجليزية: Charcot's neurologic triad)‏ أو ثالوث شاركو الأول (بالإنجليزية: Charcot's triad 1)‏ هو مجموعة من رأرأة ورعاش قصدي وكلام تفرسي أو متقطع. يرتبط الثالوث بالتصلب المتعدد. رغم ذلك، لا يعد متعبرا في وصف المرض.
يسمى ثالوث شاركو العصبي بهذا الاسم لتفريقه عن ثالوث شاركو لالتهاب الأوعية الصفراوية.
يحمل ثالوث شاركو اسم عالم الأعصاب الفرنسي جان مارتن شاركو.